# 블리누스 트룬카투스
블리누스 트룬카투스(Bulinus truncatus)는 공기호흡을 하는 민물달팽이다. 숫양의 뿔과 닮은 껍질을 지니고있다. 서부아프리카 세네갈에 서식한다.

## 기생충
Schistosoma haematobium, Paramphistomum cervi, Paramphistomum의 중간숙주이다.